# كليفتون (بيدفوردشير)
كليفتون (بالإنجليزية: Clifton, Bedfordshire)‏ هي قرية وأبرشية مدنية تقع في المملكة المتحدة في إنجلترا.

## أعلام
- بن ويشا